# Премія «Люм'єр» найперспективнішому актору
Премія «Люм'єр» найперспективнішому актору (фр. Prix Lumières du meilleur espoir masculin) одна з премій, яку присуджує французька Академія «Люм'єр» (фр. Académie des Lumières) з 2000 року.

## Переможці та номінанти
Нижче наведено список лауреатів та номінантів премії. Імена переможців виділені окремим кольором. Позначкою ★ відмічено фільми, які також отримали перемогу у категорії «Найперспективніша акторка».

### 2000-ні
| Рік        | Переможці і номінанти | Назва українською                   | Оригінальна назва                 |
| ---------- | --------------------- | ----------------------------------- | --------------------------------- |
| 2000 5-та  | Ромен Дюріс           | Може бути                           | Peut-être                         |
| 2001 6-та  | Джаліль Леспер        | Людські ресурси                     | Ressources humaines               |
| 2002 7-ма  | Абдель Галі           | 17 rue Bleue                        | 17, rue Bleue                     |
| 2003 8-ма  | Гаспар Ульєль         | Цілуй, кого хочеш                   | Embrassez qui vous voudrez        |
| 2004 9-та  | Грегорі Деранже       | Бон вояж!                           | Bon Voyage                        |
| 2005 10-та | Дам'єн Жуйро          | Орфографічні помилки                | Les Fautes d'orthographe          |
| 2006 11-та | Жоан Ліберо           | Холодний душ                        | Douches froides                   |
| 2007 12-та | Жульєн Бойссельє      | ★ Не хвилюйся, у мене усе нормально | Je vais bien, ne t'en fais pas    |
| 2007 12-та | Бернар Бланкан        | Патріоти                            | Indigènes                         |
| 2007 12-та | Жан-Луї Колло         | Леді Чаттерлей                      | Lady Chatterley                   |
| 2007 12-та | Малік Зіді            | Отруєна дружба                      | Les Amitiés maléfiques            |
| 2007 12-та | Тібо Вінсон           | Отруєна дружба                      | Les Amitiés maléfiques            |
| 2008 13-та | Жослін Ківрен         | 99 франків                          | 99 Francs                         |
| 2008 13-та | Коля Лічер            | Шарлі́                               | Charly                            |
| 2008 13-та | Лоран Стоккер         | Просто разом                        | Ensemble, c'est tout              |
| 2008 13-та | Яннік Реньє           | Приватна власність                  | Nue Propriété                     |
| 2008 13-та | Фу'ад Аї Атту         | Таємна коханка                      | Une vieille maîtresse             |
| 2009 14-та | Мохамед Бушаїб        | Маскарад                            | Mascarades                        |
| 2009 14-та | Еміль Берлінґ         | Високі стіни                        | Les Hauts Murs                    |
| 2009 14-та | Франсуа Сівіль        | Або помру, або виживу               | Soit je meurs, soit je vais mieux |
| 2009 14-та | Антон Балекджан       | Мир до нас                          | Un monde à nous                   |
| 2009 14-та | Марк Кортес           | Хамза                               | Khamsa                            |

### 2010-ті
| Рік        | Переможці і номінанти               | Назва українською                   | Оригінальна назва              |
| ---------- | ----------------------------------- | ----------------------------------- | ------------------------------ |
| 2010 15-та | Венсан Лакост                       | Красиві хлопчаки                    | Les Beaux gosses               |
| 2010 15-та | Ентоні Соніґо                       | Красиві хлопчаки                    | Les Beaux gosses               |
| 2010 15-та | Самі Сегір                          | Нейї, її мати!                      | Neuilly sa mère!               |
| 2010 15-та | Фірат Айверді                       | Ласкаво просимо                     | Welcome                        |
| 2010 15-та | Максим Годар                        | Маленький Ніколя                    | Le Petit Nicolas               |
| 2011 16-та | Антонін Шалон                       | Но і я                              | No et moi                      |
| 2011 16-та | Аймен Сайді                         | Останній поверх, наліво і наліво    | Dernier étage, gauche, gauche  |
| 2011 16-та | Науель Перес Біскаярт               | У лісовій хащі                      | Au fond des bois               |
| 2011 16-та | Еміль Берлінґ                       | Шурхіт кубиків льоду                | Le Bruit des glaçons           |
| 2011 16-та | Жуль Пеліссьє                       | Сімон Вернер зник...                | Simon Werner a disparu...      |
| 2012 17-та | Дені Меноше                         | Рідні                               | Les Adoptés                    |
| 2012 17-та | Гійом Гуї                           | Джиммі Рів'є                        | Jimmy Rivière                  |
| 2012 17-та | Грегорі Гадебуа                     | Анжель і Тоні                       | Angèle et Tony                 |
| 2012 17-та | Рафаель Феррет                      | Припустимі винні                    | Présumé coupable               |
| 2012 17-та | Махмуд Шалабі                       | Вільні люди                         | Les Hommes libres              |
| 2013 18-та | Ернст Умоєр                         | У будинку                           | Dans la maison                 |
| 2013 18-та | Стефан Соо Монго                    | Утримуватися                        | Rengaine                       |
| 2013 18-та | П'єр Ніне                           | Як брати                            | Comme des frères               |
| 2013 18-та | Махмуд Шалабі                       | Пляшка в океані                     | Une bouteille à la mer         |
| 2013 18-та | Клеман Метеє                        | Щось у повітрі                      | Après Mai                      |
| 2014 19-та | Рафаель Персонас                    | Набережна Орсе                      | Quai d'Orsay                   |
| 2014 19-та | Рафаель Персонас                    | Маріус                              | Marius                         |
| 2014 19-та | Венсан Макень                       | Дівчина 14 липня                    | La Fille du 14 juillet         |
| 2014 19-та | П'єр Деладоншам                     | Незнайомець на озері                | L'Inconnu du lac               |
| 2014 19-та | Нільс Шнайдер                       | Хаос                                | Désordres                      |
| 2014 19-та | Тауфік Жаллаб                       | Марш                                | La Marche                      |
| 2014 19-та | Поль Амі                            | Сюзанн                              | Suzanne                        |
| 2015 20-та | Кевін Азіз                          | Винищувачі                          | Les Combattants                |
| 2015 20-та | Тома Блюменталь                     | Секс за передплатою                 | La Crème de la crème           |
| 2015 20-та | Жан-Батист Лафарж                   | Секс за передплатою                 | La Crème de la crème           |
| 2015 20-та | Бастіан Бульон                      | Вищий світ                          | Le Beau Monde                  |
| 2015 20-та | Дідьє Мішон                         | Лихоманки                           | Fièvres                        |
| 2015 20-та | П'єр Рошфор                         | Чудова неділя                       | Un beau dimanche               |
| 2015 20-та | Марк Зінґа                          | Аллах благословить Францію!         | Qu'Allah bénisse la France !   |
| 2016 21-ша | Род Парадо                          | Молода кров                         | La Tête haute                  |
| 2016 21-ша | Кантен Дольмер                      | Три спогади моєї юності             | Trois souvenirs de ma jeunesse |
| 2016 21-ша | Стані Коппет                        | Чисте життя                         | La Vie pure                    |
| 2016 21-ша | Елбан Ленуар                        | Французька кров                     | Un Français                    |
| 2016 21-ша | Фелікс Моаті                        | О третій ми йдемо                   | À trois on y va                |
| 2016 21-ша | Гармандіп Палміндер                 | Тигреня                             | Bébé tigre                     |
| 2017 22-га | Деміен Боннар                       | Стояти рівно                        | Rester vertical                |
| 2017 22-га | Фіннеган Олдфілд                    | Банг Ганг (сучасна історія кохання) | Bang Gang                      |
| 2017 22-га | Токі Піліоко                        | Найманець                           | Mercenaire                     |
| 2017 22-га | Садек                               | Тур де Франс                        | Tour de France                 |
| 2017 22-га | Корентен Філа та Кейсі Моттет Кляйн | Бути 17-річним                      | Quand on a 17 ans              |
| 2017 22-га | Нільс Шнайдер                       | Чорний алмаз                        | Diamant noir                   |
| 2018 23-тя | Арно Валуа                          | 120 ударів на хвилину               | 120 battements par minute      |
| 2018 23-тя | Халед Алуаш                         | З усіх моїх сил                     | De toutes mes forces           |
| 2018 23-тя | Матьє Люччі                         | Майстерня                           | L'Atelier                      |
| 2018 23-тя | Некфе                               | Усе нас розлучає                    | Tout nous sépare               |
| 2018 23-тя | Фіннеган Олдфілд                    | Марвін, або Чудове виховання        | Marvin ou la Belle Éducation   |
| 2018 23-тя | Пабло Полі                          | Пацієнти                            | Patients                       |
| 2019 24-та | Фелікс Маріто                       | Дикий                               | Sauvage                        |
| 2019 24-та | Антоні Бажон                        | Молитва                             | La Prière                      |
| 2019 24-та | Вільям Лебгіль                      | Перший рік                          | Première Année                 |
| 2019 24-та | Андранік Мане                       | Мої провінціали                     | Mes provinciales               |
| 2019 24-та | Ділан Робер                         | Шахерезада                          | Shéhérazade                    |